# アレクサンドル・アレクサンドロフ (ブルガリア人宇宙飛行士)

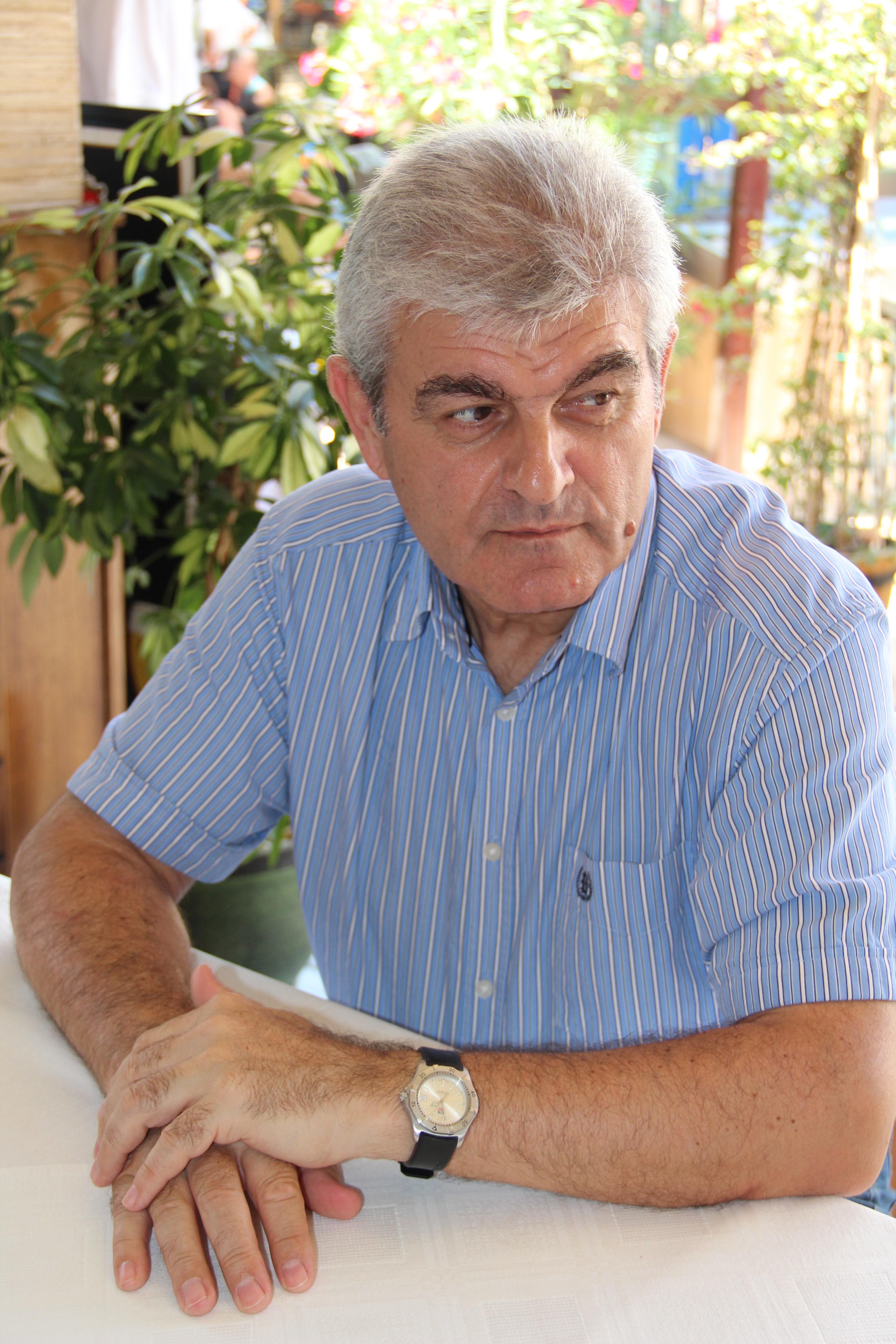
アレクサンドル・アレクサンドロフ

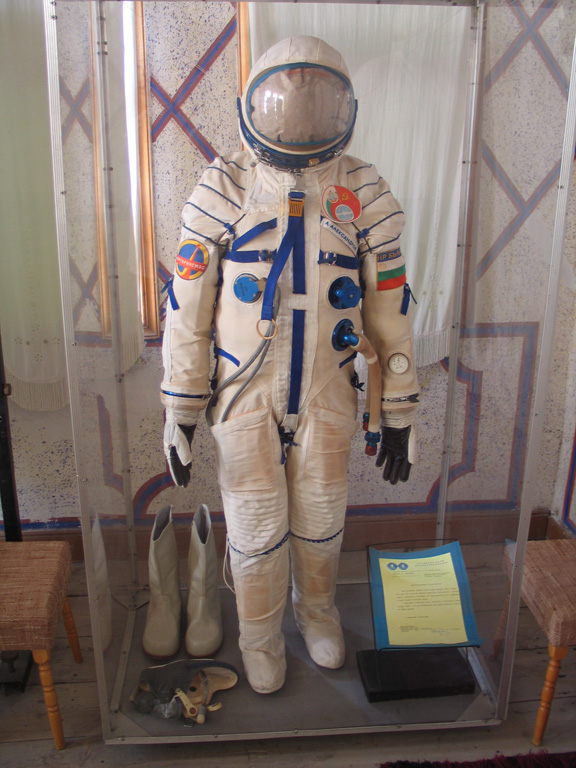
アレクサンドロフのソユーズ船内与圧服。ソユーズ33号バックアップ時のもの

アレクサンドル・パナヨトフ・アレクサンドロフ（Aleksandar Panayotov Aleksandrov、ブルガリア語:Александър Панайотов Александров、1951年12月1日 - ）は、トゥルゴヴィシテ州出身のブルガリアの宇宙飛行士である。
アレクサンドロフは空軍学校で博士号をとって卒業し、ブルガリア空軍で中佐となった。
彼は1978年3月1日に宇宙飛行士に選ばれた。ソユーズ33号ではバックアップ要員を務め、1988年6月7日にソユーズTM-5で宇宙に飛び立った。その後、彼はすぐに宇宙飛行士を辞め、現在は実験科学者として働いている。
既婚で、子供が1人いる。